# Уормен
„Уормен“ (Warmen) e пауър метъл група от град Еспоо, Финландия.
Сформирана е през 2000 г. от клавириста Яне Вилями Вирман, известен също като Уормен. Той свири с Children of Bodom от 1997 г. и през 2000 г. създава музикален проект, фокусирайки се основно върху инструментални изпълнения, като кани гост-певци само за някои избрани песни.

## Членове на групата
Настоящи членове
- Яне Вилями Вирман – клавири (2000– )
- Анти Вирман – китара (2001– )
- Мирка Рантанен – барабани (2000– )
- Юри Хелко – бас (2009-)

Бивши членове
- Сами Виртанен – китара (2000 – 2009)
- Лаури Пора – бас (2000 – 2009)

## Дискография

### Албуми
- Unknown Soldier (2000)
- Beyond Abilities (2002)
- Accept the Fact (2005)
- Japanese Hospitality (2009)

### Компилации
- The Evil That Warmen Do (2010)

### Сингли
- Alone (2001)
- Somebody's Watching Me (2005)
- They All Blame Me (2005)